# Romanivka, Berezivka
Romanivka (în ucraineană Романівка) este un sat în comuna Mîkolaiivka din raionul Berezivka, regiunea Odesa, Ucraina.

## Demografie
Componența lingvistică a localității Romanivka
     Ucraineană (90,11%)
     Rusă (6,32%)
     Română (3,02%)
     Alte limbi (0,27%)
Conform recensământului din 2001, majoritatea populației localității Romanivka era vorbitoare de ucraineană (90,11%), existând în minoritate și vorbitori de rusă (6,32%) și română (3,02%).